# Dubul' ibhunu

Dubul 'ibhunu, est à la fois un chant de guerre sud-africain et un slogan anti-boer, apparus durant la lutte contre le régime de l'apartheid. Le chant, en zoulou, comprend 4 couplets, et la majorité des paroles est simplement l'expression dubul' ibhunu, qui peut se traduire en français par tue le Boer et /ou tire sur le Boer. En Afrique du Sud, cette chanson est également connue sous les noms de Kill the Boer et Shoot the Boer bien qu'elle ait toujours été chantée en zoulou.  
Le terme Boer se réfère généralement à la population blanche sud-africaine de langue afrikaans. En afrikaans, le terme boer signifie par ailleurs «paysan». De fait, il n'existe pas de consensus au sein de la société sud-africaine quant à savoir qui est visé par ce chant : les Sud-africains blancs en général, la population Afrikaner, les fermiers blancs, ou encore les forces de police et l'armée du temps de l'apartheid,,.
De 2011 à 2022, ce chant est considéré comme étant un discours de haine relevant de l'incitation à la haine raciale ; il était illégal de l'entonner en public ou de le faire figurer comme slogan sur une banderole, jusqu'au jugement de la Haute Cour de Johannesbourg en 2022.       

## Origine
La chanson trouve son origine dans la lutte contre l'apartheid. Elle a été rendue populaire lors d'un rassemblement politique à la mémoire de Chris Hani, en 1993, lorsque Peter Mokaba , alors le président de la ligue de jeunesse de l'ANC, l'a entonnée,.
Elle est restée populaire parmi les militants de l'African National Congress (ANC), qui l'ont chanté y compris après l'apartheid, notamment lors de l'enterrement de Peter Mokaba en 2002.
Dans l'Afrique du Sud post-apartheid, la chanson a été chantée lors de rassemblements politiques par le président des Combattants pour la liberté économique, Julius Malema, ainsi que l'ancien président sud-africain Jacob Zuma, ce qui leur a valu à tous les deux des ennuis judiciaires,.

## Harmse vs Vawda
En 2010, une manifestation est organisée le 9 avril par l'association Society for the Protection of Your Constitution pour dénoncer le très haut taux de criminalité qui sévit alors dans les régions du Gauteng et de Mpumalanga. Un de ses membres, Mohamed Vawda, a annoncé vouloir faire figurer le slogan dubul' ibhunu sur une banderole et chanter ce refrain lors de cette manifestation. Selon lui, ce slogan serait à prendre au sens figuré et signifierait «tuez l'apartheid» et l'intégrer à cet événement permettrait de rappeler à la jeunesse sud-africaine les conséquences amères de l'apartheid. Un projet et une interprétation du slogan auxquelles s'opposent fortement Willem Harmse, membre de cette même association, qui considère lui que ce slogan est discriminatoire et incite à la haine envers les personnes blanches en Afrique du Sud.  
L'affaire est portée devant la Haute Cour de Johannesbourg. Dans son verdict, le juge déclare que tant la publication de l'expression dubul' ibhunu et le chant correspondent prima facie au crime d'incitation au meurtre ”. Les parties en conflit acceptent ce verdict, mais l'ANC fait appel.    

## Procès contre Julius Malema
En avril 2011, Julius Malema est traduit en justice devant la Haute Cour du Sud Gauteng à la suite d'une plainte d'AfriForum, une organisation lobbyiste d'extrême-droite, en vertu de l'Equality Act, pour avoir chanté dubul’ ibhunu lors de plusieurs meetings politiques de la Ligue de jeunesse de l'ANC (African National Congress Youth League, ANCYL),. Julius Malema se défend en expliquant que ce chant est selon lui une métaphore de l'apartheid et un appel à mettre un terme à l'oppression, non à tuer des individus. 
Ses arguments ne convainquent cependant pas le tribunal, qui statue en septembre 2011, le tribunal statue que Julius Malema, n'est pas autorisé à la chanter à l'avenir, car sa liberté d'expression est encadrée par la législation du pays et les traités internationaux signés par l'Afrique du Sud visant à garantir la dignité humaine. La haute Cour juge que la chanson est discriminatoire, nuisible, portait atteinte à la dignité des Afrikaners et constituait ainsi un discours de haine.
Dans un premier temps, le Congrès national africain (ANC) soutient Julius Malema et explique que ce chant fait partie du répertoire des chants utilisés durant la lutte contre l'apartheid pour galvaniser les combattants ; son porte-parole affirme que ce chant ne saurait être assimilé à un discours de haine et être déclaré anticonstitutionnel. Le parti annonce vouloir faire appel de la décision de justice.  
À l'automne 2012 cependant, le parti change d'avis et s'engage à ne plus chanter cette chanson et à ne plus utiliser ce slogan dans le but de ne pas enflammer les tensions raciales.
En 2022, Julius Malema se retrouve devant la Court Haute Cour de Johannesbourg à la suite d'une plainte d'AfriForum pour discours de haine et incitation à la violence après avoir chanté une version parodique intitulé « Kiss the Boer ». La Haute Cour statue que le chant « Kill the Boer » et « Kiss the Boer » ne constituaient pas des discours de haine ni d'incitation à la violence. Le juge conclut que le chant ne devait pas être interprété mot pour mot et que historiquement, il avait également été utilisé contre des policiers noirs abusant les habitants des townships. Le juge a noté qu'il n'était pas lié par l'arrêt de la Haute Cour du Sud Gauteng, car la Cour constitutionnelle avait jugé la section de l'Equality Act utilisée pour interdire le chant comme inconstitutionnelle en raison de l'ambiguïté de la section.

## LivreKill the Boer
En 2018, Ernst Roets, le leader d'AfriForum, publie un ouvrage intitulé Kill the Boer où il présente sa thèse selon laquelle les meurtres de fermiers blancs auraient des motivations racistes. Dans ce livre, il explique que la chanson Dubul 'ibhunu aurait en outre une influence néfaste qui se traduirait par un accroissement des meurtres racistes à l'encontre des fermiers blancs. 